# Astrosphaeriella minoensis
Astrosphaeriella minoensis är en svampart som först beskrevs av Kanesuke Hara, och fick sitt nu gällande namn av David Leslie Hawksworth 1986. Astrosphaeriella minoensis ingår i släktet Astrosphaeriella och familjen Melanommataceae.   Inga underarter finns listade i Catalogue of Life.